# Independent Albums
Bảng xếp hạng Independent Albums (trước đây là Top Independent Albums) xếp hạng các album và EP indie đạt thứ hạng cao nhất ở Hoa Kỳ, được biên soạn bởi Nielsen SoundScan và phát hành hàng tuần bởi tạp chí Billboard. Nó được sử dụng để liệt kê các nghệ sĩ chưa ký hợp đồng với các hãng thu âm lớn. Thứ hạng được tổng hợp theo doanh số bán hàng tính ra điểm theo Nielsen, à từ các bản tải nhạc số hợp pháp từ nhiều cửa hàng âm nhạc trực tuyến. Biểu đồ bắt đầu vào tuần 2 tháng 12 năm 2000.
25 vị trí hàng đầu hiện đang được xuất bản thông qua trang web  Billboard , các vị trí thấp hơn trên bảng xếp hạng có thể được xem thông qua một kinh doanh trả trước ở Billboard.biz. Cũng như các bảng xếp hạng Billboard khác, các album xuất hiện trên Independent chart cũng có thể xuất hiện đồng thời trênBillboard 200, bảng xếp hạng chính được xuất bản chỉ dựa trên doanh số bán hàng,cũng như các bảng xếp hạng Billboard còn lại. Ngoài ra, các tiêu đề album độc quyền chỉ được bán thông qua các trang web bán lẻ cá nhân cũng có thể được đưa vào bảng xếp hạng, theo chính sách bảng xếp hạng sửa đổi được công bố vào ngày 7 tháng 11 năm 2007.
Vị trí quán quân đầu tiên của bảng xếp hạng là Who Let the Dogs Out của Baha Men, đã đứng đầu bảng xếp hạng cuối năm 2001.

## Album độc lập bán chạy nhất theo năm
Từ năm 2002, Billboard.biz hàng năm đã công bố danh sách cuối năm của 50 album độc lập bán chạy nhất. Billboard cũng công bố album độc lập bán chạy nhất năm 2001. Lil Jon & the East Side Boyz đã đứng đầu bảng xếp hạng này ba lần kể từ khi thành lập, hai lần với album năm 2002 của họ Kings of Crunk.
- 2001: Baha Men - Who Let the Dogs Out[4]
- 2002: Mannheim Steamroller - Christmas Extraordinaire[5]
- 2003: Lil Jon & the East Side Boyz - Kings of Crunk[6]
- 2004: Lil Jon & the East Side Boyz - Kings of Crunk[7]
- 2005: Lil Jon & the East Side Boyz - Crunk Juice[8]
- 2006: Little Big Town - The Road to Here[9]
- 2007: Various Artists - Hairspray[10]
- 2008: The Eagles - Long Road out of Eden[11]
- 2009: Jason Aldean - Wide Open[12]
- 2010: Jason Aldean - Wide Open[13]
- 2011: Jason Aldean - My Kinda Party[14]
- 2012: Mumford & Sons - Babel[15]
- 2013: Mumford & Sons - Babel[16]
- 2014: Garth Brooks - Blame It All on My Roots: Five Decades of Influences[17]
- 2015: Jason Aldean - Old Boots, New Dirt[18]
- 2016: Radiohead - A Moon Shaped Pool[19]
- 2017: Metallica - Hardwired... to Self-Destruct[20]